# 哈比无人机
哈比无人机（IAI Harpy）是以色列航太工业（IAI）在1990年代研制的，可以从卡车上发射的，可对雷达系统进行自主攻击的无人机。哈比的设计目标是攻击雷达系统。 哈比无人机配备有反雷达感应器和一枚炸弹，接受到敌人雷达探测时， 可以自主对雷达进行攻击，因此被称为“空中女妖”和“雷达杀手” 。哈比无人机的名字取自希腊神话中的鸟身女妖哈耳庇厄（Harpy）。
在1997年的巴黎航展上，哈比无人机首次公开亮相。2000年，韩国花费5200万美元引进100架哈比无人机。以色列航空工业公司还曾经把哈比无人机出售给一些其它国家，包括土耳其，印度和中国。

## 技术规格
哈比无人机具有三角形机翼（长2米），采用活塞推动，火箭加力。哈比无人机配有红外自导弹头、优越的计算机系统和全球定位系统，以及确定打击次序的分类软件。哈比无人机从卡车上发射， 沿设计好的轨道飞向目标所在地区，在空中盘旋，可以自主攻击目标或返回基地。如测出陌生的雷达，将载着32公斤高爆炸药撞向目标，同归于尽。哈比无人机的特点是：机动灵活，航程远，续航时间长，反雷达频段宽，智能程度高，生存能力强，可全天候使用。哈比无人机采用普通车用汽油或航空汽油作为燃料。
哈比反雷达无人攻击系统由哈比无人机和用于控制和运输的地面发射平台组成。 一个基本火力单元由54架无人机，1辆地面控制车，3辆发射车和辅助设备组成。每辆发射车装有9个发射装置，发射箱按照三层三排布置，每个发射箱可装2架无人机，因此一辆发射车装载18架无人机。

### 基本特征
- 飞行员： 无
- 机身全长：  2.7 米
- 机翼翼展： 2.1 米
- 高度： 米
- 机翼面积：  平方米
- 空重： 公斤
- 自重： 135 公斤
- 最大起飞重量： 公斤
- 动力装置： 1台 英国无人机引擎有限公司（UEL）生产的 气冷活塞发动机AR731, 28千瓦[1]

### 性能
- 最高速度： 185 公里/小时
- 航程： 500 公里
- 使用升限: 米
- 爬升率:  米/每分钟
- 翼载:  公斤/平方米
- 比功率:  千瓦/公斤

### 武器
- 32公斤高爆炸弹头

## 事件

### 美国试图拦截中国无人机
2004年，哈比无人机成为美国限制向中国出售武器和出售先进的军事技术所作努力的焦点。 以色列在1994年把哈比无人机以五千五百万美元的价格出售给中国，按照契約约定，2004年12月哈比无人机被运回以色列进行技术升级，这时，美国要求以色列扣住无人机并解除契約，按照美国所说，哈比无人机具有美国技术，但是按照以色列所说，哈比无人机是以色列自主设计與開發的无人机。2005年，哈比无人机没有进行升级，原样返还给中国。
目前，中国已对哈比无人机进行了逆向测绘，仿制型号ASN-301反輻射無人機已经装备於中国人民解放军陆军。2017年，中国版“哈比”ASN-301上架阿布扎比防务展。